# Фуша-Круя
Фуша-Круя (алб. Fushë-Krujë) - місто в Албанії. Населення — 18 477 (2011 рік). Входить до складу округу Дуррес. Під час реформи місцевого самоврядування 2015 року місто стало підрозділом муніципалітету Круя. 
Місто відоме візитом у 2007 році Джорджа Буша.